# Helianthemum apenninum subsp. stoechadifolium
Helianthemum apenninum subsp. stoechadifolium é uma subespécie de planta com flor pertencente à família Cistaceae. 
A autoridade científica da subespécie é (Brot.) Samp., tendo sido publicada em Bol. Soc. Brot. ser. 2 7: 131 (1931).
O seu nome comum é rosa-das-rochas.

## Portugal
Trata-se de uma subespécie presente no território português, nomeadamente em Portugal Continental.
Em termos de naturalidade é nativa da região atrás indicada.

## Protecção
Não se encontra protegida por legislação portuguesa ou da Comunidade Europeia.